# نمودار تک‌خطی

نمودار تک‌خطی یک شبکه‌ی قدرت ساده. در این نمودار قطعاتی مانند ترانسفورماتور سه سر (آبی رنگ)، مولد (نارنجی)، شین (خاکستری)، مدارشکن (مربع‌شکل) وجود دارد. بار با توان مصرفی‌اش مشخص شده است.

نمودار تک‌خطی در مهندسی برق قدرت نمایشی ساده‌شده از سیستم‌های قدرت سه‌فاز است. بیشترین کاربرد این نمودار در تحلیل پخش بار سیستم‌های قدرت است. در این نمودار قطعات برق قدرت مانند ژنراتورها، ترانسفورماتورها، خطوط انتقال، شین‌ها و باس ها و  ... با نماد‌های مخصوص با خود نمایش داده می‌شوند.
از نمودار تک‌خطی گاهی برای نمایش یک سیستم کنترل پی‌ال‌سی نیز استفاده می‌شود.